# Matt Coyle
Pour les articles homonymes, voir Coyle.
Matt Coyle est un écrivain américain, auteur de roman policier.

## Biographie
En 2013, il publie son premier roman, Yesterday’s Echo, avec lequel il est lauréat du prix Anthony 2014 du meilleur premier roman. C'est le premier volume d'une série consacrée à Rick Cahill, ancien policier de Santa Barbara accusé à tort d'avoir tué sa femme, devenu restaurateur et détective privé à La Jolla. Pour Publishers Weekly, ce premier roman est « impeccablement exécuté ».

## Œuvre

### Romans

#### SérieRick Cahill
- Yesterday’s Echo (2013)
- Night Tremors (2015)
- Dark Fissures (2016)
- Blood Truth (2017)
- Wrong Light (2018)
- Lost Tomorrows (2019)
- Blind Vigil (2020)
- Last Redemption (2021)
- Doomed Legacy (2022)
- Odyssey’s End (2023)

### Nouvelle
- The #2 Pencil (2017)

## Prix et distinctions

### Prix
- Prix Anthony 2014 du meilleur premier roman pour Yesterday’s Echo[2]
- Prix Lefty 2020 du meilleur roman pour Lost Tomorrows[3]
- Prix Shamus 2020 pour Lost Tomorrows[4]
- Prix Shamus 2021 du meilleur roman pour Blind Vigil[4]

### Nominations
- Prix Macavity 2014 du meilleur premier roman pour Yesterday’s Echo[5]
- Prix Anthony 2015 du meilleur roman pour Night Tremors[2]
- Prix Lefty 2016 pour Night Tremors[3]
- Prix Shamus 2016 pour Night Tremors[4]
- Prix Macavity 2018 de la meilleure nouvelle pour The #2 Pencil[5]
- Prix Lefty 2019 pour Wrong Light[3]
- Prix Shamus 2019 pour Wrong Light[4]
- Prix Barry 2021 du meilleur thriller pour Blind Vigil[6]
- Prix Macavity 2021 du meilleur roman pour Blind Vigil[5]
- Prix Lefty  2021 du meilleur roman pour Blind Vigil[3]
- Prix Lefty  2022 du meilleur roman pour Last Redemption[3]
- Prix Barry 2022 du meilleur roman pour Last Redemption[6]
- Prix Shamus 2022 pour Last Redemption[4]
- Prix Lefty  2024 du meilleur roman pour Odyssey’s End[3]